# Tasiocera (Tasiocera) bituberculata
Tasiocera (Tasiocera) bituberculata is een tweevleugelige uit de familie steltmuggen (Limoniidae). De soort komt voor in het Australaziatisch gebied.